# Austa Ridge
Austa Ridge (englisch; bulgarisch хребет Ауста chrebet Austa) ist ein teilweise unvereister, 24 km langer, 11 km breiter und am westlichen Ausläufer über 1500 m hoher Gebirgskamm an der Oskar-II.-Küste des Grahamlands auf der Antarktischen Halbinsel. Er erstreckt sich vom südlichen Ausläufer des Forbidden Plateau in östlicher Richtung zum Caution Point. Der Jorum-Gletscher und die Borima Bay liegen nördlich, das Exasperation Inlet östlich sowie der Spillane-Fjord und der Crane-Gletscher südlich von ihm.
Britische Wissenschaftler kartierten ihn 1976. Die bulgarische Kommission für Antarktische Geographische Namen benannte ihn 2013 nach der Ortschaft Austa im Süden Bulgariens.